# Sixtus Birck
Sixtus Birck (auch Sixt Birk oder latinisiert Xystus Betulius; * 24. Februar 1501 in Augsburg; † 19. Juni 1554 ebenda) war ein deutscher Lehrer, Dramatiker und Kirchenliederdichter.

## Leben
Birck studierte Theologie an den Universitäten in Erfurt, Tübingen (seit 1522) und Basel. In Basel war er zwischen 1530 und 1536 Leiter der Lateinschule. 1536 wurde er Rektor des Gymnasiums bei St. Anna in Augsburg. Zugleich war er ab 1537 erster Bibliothekar der neu gegründeten Stadtbibliothek.

Birck verarbeitete in seinen Dramen biblische Stoffe, denen er Gegenwartsbezüge gab. Sein Josephs-Drama ist die erste dichterische Bearbeitung dieses Stoffes. Er gilt als Begründer des deutschsprachigen Schuldramas, das sich später im Jesuitentheater als eigene Gattung etablierte.

## Werke
Der Überblick ist geordnet nach dem Datum des Erstdrucks, nicht nach der erschlossenen Chronologie der Entstehung bzw. der Aufführungen:
- Die history von der frommen Gottsförchtigen frouwen Susanna/ Im M. CCCCC.XXII. Jar /ofentlich inn Minderen Basel /durch die jungen Burger gehaltenn. Wolff, Basel 1532 [dazu ein Zürcher Neudruck o. J., ca. 1544, stark überarbeitet].
- Ain Herrliche Tragedi wider die Abgötterey (auß dem Propheten Daniel) darinn angetzaygt würt/ durch was mittel eyn rechte Religion in eynem Regiment mög angericht werden/zu° Basel uff Sontag den neünden tag Meyens/im 1535 jor/durch eyn junge Burgerschafft daselbst / Gott zu° lob und eer offenlich gehallten. Schauber, Basel 1535 [dazu ein Augsburger Nachdruck 1539 unter dem Titel ›Beel‹; eine lateinische Übersetzung durch Martin Ostermincher 1547].
- Svsanna Comœdia tragica. Froschauer, Zürich 1538 [dazu Nachdrucke: Augsburg 1537 und 1541, Zürich 1538, Köln 1538, 1539 und 1541, Wittenberg 1564].
- De vera nobilitate orationes dvae à duobus Iuuenibus nobilem puellam ambientibus apud Senatum Romanum habitæ, autore Bonagarso Pistvriense Iureconsulto, & suæ ætatis Oratore clarißimo. Tota rei actio in lvdi formam redacta. Ulhart, Philipp d. Ä., Augsburg 1538 [dazu ein Augsburger Nachdruck 1540].
- Zorobabel. Ain Herrliche Tragoedi auß dem dritten Bu°ch Eßdre gezogen. Jn wellichem on andere merckliche nutzbarkait/sonderlich erlernet würt/wie fürstendig es sey/so die Fürsten vnd Oberen die verthädinger der Göttlichen warhait erhalten/ vnd das ain Gotsäliger nach Ehren vnd würdigkeit stellen möge. Ulhart, Augsburg 1538 [dazu ein Augsburger Nachdruck von 1539; eine lateinische Übersetzung durch Johannes Entomius als Drama sacrvm comicum].
- Ivdith Drama comicotragicvm. Exemplum Reipublice, rectè institutæ. Vnde discitur, quomodo arma contra Turcam sint capienda. Ulhart, Augsburg ca. 1539 [Nachdruck: Köln 1544 und Augsburg 1585].
- Ezechias. Ain nutzliche kurtze Tragedi Wie man sich in kriegs nöten gegen Gott halten soll. Ulhart, Augsburg 1538.
- Ioseph Ain sundere lustige Comedy auß der herrlichen Hystori des Ersten bu°chs Mosi gezogen/wie der von seinen bru°dern verkaufft/da von seines Herren frawen deß Ehbruchs halben fälschlich verklagt. Vnd endtlich von dem Künig inn hohe wirdigkait gesetzt ward Mit vil nutzparlicher leeren außgesprayt. Ulhart, Augsburg 1539.
- Ivdith Ain Nutzliche History/durch ain herrliche Tragœdi/in spilßweiß für die augen gestelt/Dienlichen/Wie man in Kriegßleüfften/besonders so man von der ehr Gots wegen angefochten wirt/vmb hilff zu° Gott dem Herren flehend rüffen soll. Ulhart, Augsburg 1539 [Nachdruck: Straßburg 1550 und 1586].
- Eva. Mythologia Phil. Melanthonis redacta in Actionem ludicram. Basel 1547.
- Sapientia Salomonis, dramate comicotragico descripta olim à Xysto Betuleio [d.i. Sixt Birck], recogn. nunc, aucta et exornata, aspersis Frischliniani Gastrodis nonnullis salibus. Extemporali opera, imò lusu succisivo, sub festino actionis accinctu Hermanni Kirschneri. 1547 [1591 Hermann Kirchners Neubearbeitung in Magdeburg gedruckt].

## Ausgaben
- Manfred Brauneck, Manfred Wacht (Hrsg.): Sixt Birck: Sämtliche Dramen. 3 Bände. De Gruyter, Berlin 1969–1980, ISBN 3-11-006758-7 (Band 2), ISBN 3-11-008391-4 (Band 3)